# Taphrolesbia griseiventris
Taphrolesbia griseiventris là một loài chim trong họ Chim ruồi.